# Cicloserină
Cicloserina este un antibiotic tuberculostatic din clasa izoxazolidinonelor, utilizat în special în tratamentul tuberculozei. Calea de administrare disponibilă este cea orală.
Unele studii au indicat faptul că ar putea aduce beneficii în tratamentul tulburărilor de anxietate.
Molecula a fost descoperită în 1954 într-o specie de Streptomyces. Se află pe lista medicamentelor esențiale ale Organizației Mondiale a Sănătății.

## Utilizări medicale
Cicloserina este utilizată în tratamentul tuberculozei produse de Mycobacterium tuberculosis, fiind un agent de linia a 2-a.

## Mecanism de acțiune
Efectul antibacterian al cicloserinei se datorează efectului acesteia de a inhiba biosinteza peretelui celular bacterian.